# Consejo Escolar del Estado

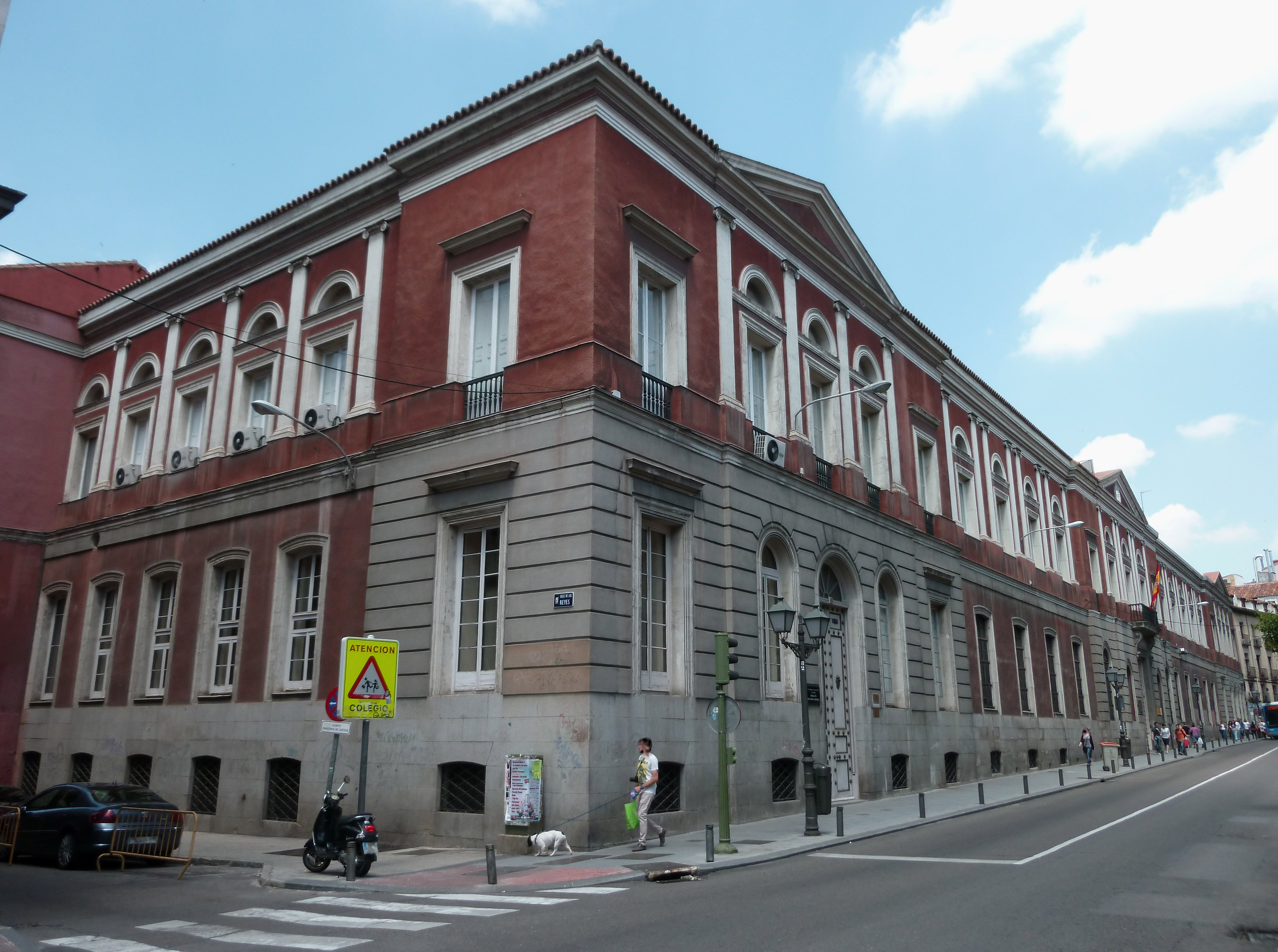
Caserón de San Bernardo, sede del Consejo.

El Consejo Escolar del Estado es el órgano de participación de los sectores más directamente relacionados con el sector educativo en España. Se creó con la Ley Orgánica Reguladora del Derecho a la Educación en 1985, sustituyendo las funciones del Consejo Nacional de Educación. Su ámbito se extiende a todo el territorio nacional.
El Consejo desarrolla también una labor consultiva, de asesoramiento y propuesta al Gobierno en relación con los distintos aspectos del sistema educativo. Sus integrantes dictaminan los proyectos normativos en materia educativa, que tengan que ser aprobados por las Cortes Generales, el Gobierno o por el titular del Ministerio de Educación. 
Asimismo, aprueba para cada curso escolar el Informe sobre el estado y situación del sistema educativo, donde se incluyen las propuestas de mejora de la educación que alcancen el respaldo sus miembros.

## Funcionamiento
Está formado por el presidente, el vicepresidente, los Consejeros y el Secretario General y funciona en Pleno, Comisión Permanente, Junta de Participación de los Consejos Escolares Autonómicos y en Ponencias.

## Composición del Pleno
El Consejo Escolar del Estado tiene 107 componentes. En función de la representatividad de las asociaciones en las que se integran, están presentes en el Consejo:
- Un Presidente, un Vicepresidente y un Secretario,
- 20 profesores de la enseñanza pública y privada,
- 12 padres y madres del alumnado,
- 8 representantes del alumnado,
- 4 representantes del personal de administración y servicios de los centros,
- 4 titulares de los centros privados,
- 4 representantes de las centrales sindicales,
- 4 representantes de las organizaciones empresariales,
- 8 miembros de la Administración educativa del Estado,
- 4 representantes de las Universidades,
- 4 representantes de las entidades locales
- 12 personalidades de reconocido prestigio en el campo de la educación,
- 1 representante de las organizaciones de mujeres,
- 1 representante del Instituto de las Mujeres,
- 2 personalidades de prestigio en la lucha contra la violencia de género,
- 17 Presidentes de los Consejos Escolares de ámbito autonómico.